# Musikjahr 1653
Liste der Musikjahre

◄◄ | ◄ | 1649 | 1650 | 1651 | 1652 | Musikjahr 1653 | 1654 | 1655 | 1656 | 1657 | ► | ►►

Weitere Ereignisse
Dieser Artikel behandelt das Musikjahr 1653.

## Ereignisse
- 23. Februar: Das Ballet Royal de la Nuit hat im Salle du Petit-Bourbon in Paris Premiere.
- 24. Februar: Die Uraufführung des Dramas L’inganno d’amore von Antonio Bertali findet in Regensburg statt.
- 16. März: Jean-Baptiste Lully wird zum Compositeur de la musique instrumentale ernannt. Für die Ballets de cour, die am französischen Hof eine besondere Rolle spielen, komponiert er die Tänze, während Texte und Komposition der gesungenen Airs de Ballet in den Händen anderer Hofkünstler, wie z. B. Michel Lambert und Jean-Baptiste de Boësset liegen.
- Heinrich Schütz komponiert die Lukas-Passion als ersten Teil einer Choral-Trilogie.

## Instrumental- und Vokalmusik (Auswahl)

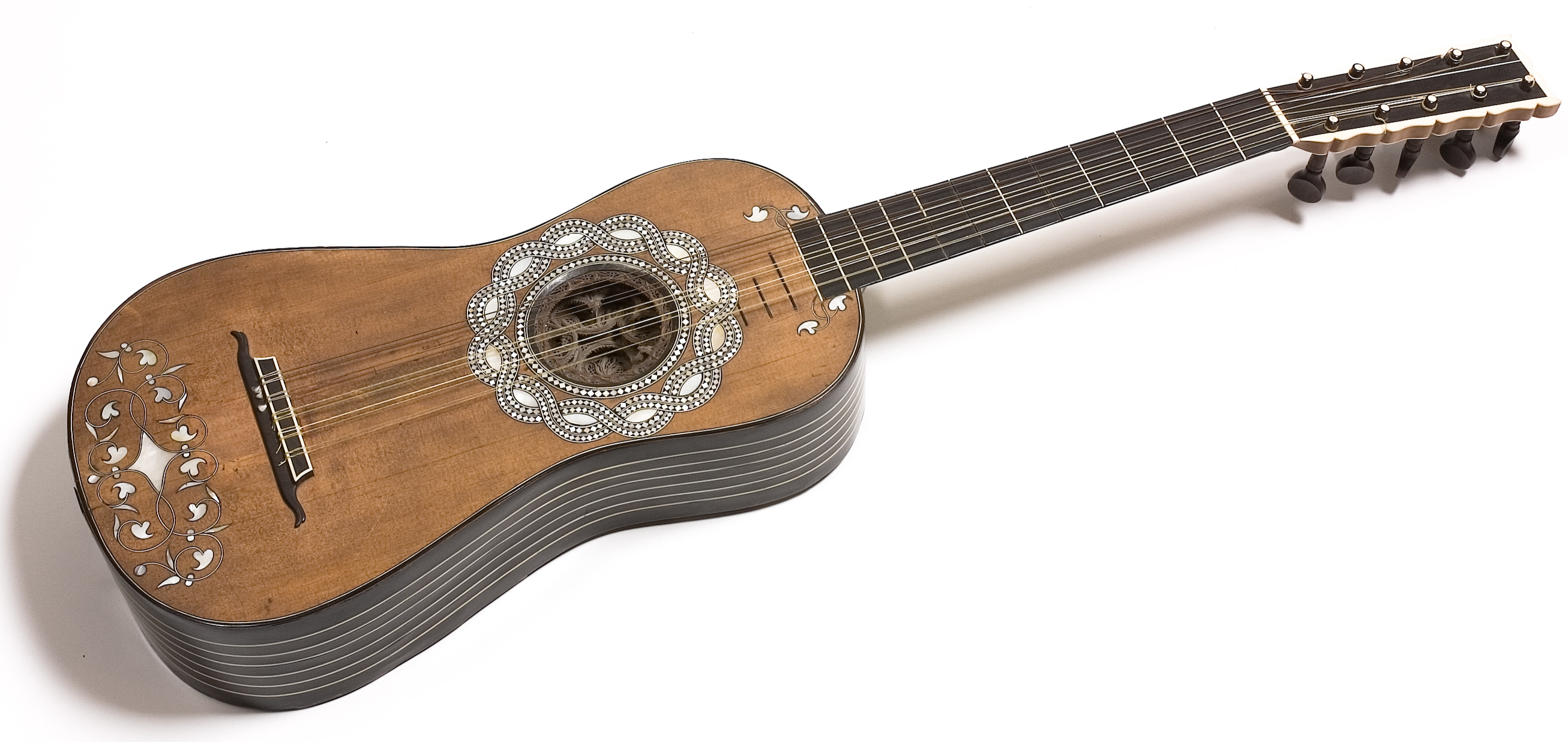
Gitarre von Matteo Seelos (vor 1653)

- Antonio Maria Abbatini – Il sesto libro di sacre canzoni a due, tre, quattro, e cinque voci ... opera decima, Rom: Vitale Mascardi
- Johann Crüger (Hrsg.) – Gesangbuch Praxis pietatis melica, 5. Auflage; darin:
  - Befiehl du deine Wege
  - Fröhlich soll mein Herze springen
  - Geh aus, mein Herz, und suche Freud
  - Ich singe dir mit Herz und Mund
  - Ist Gott für mich, so trete
  - Ich steh an deiner Krippen hier
  - Jesus, meine Zuversicht
  - Lobet den Herren alle, die ihn ehren
  - Nun lasst uns gehn und treten
  - Sollt ich meinem Gott nicht singen?
  - Wie soll ich dich empfangen
- Alberich Mazak – Cultus harmonicus, Band 3, Wien

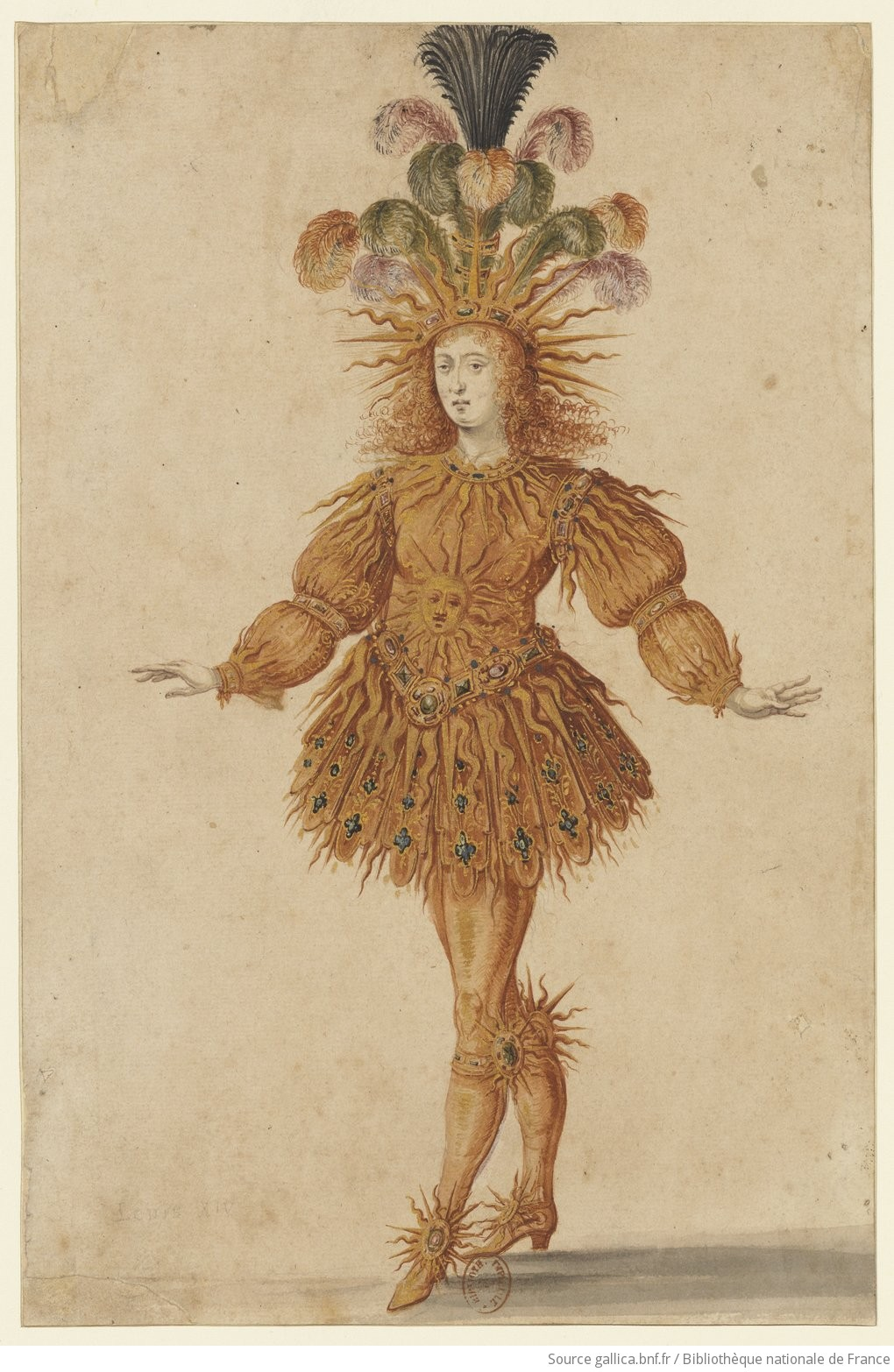
Ludwig XIV. als aufgehende Sonne im Ballet de la nuit (1653)

- Heinrich Schütz – Lukas-Passion

## Musiktheater
- Antonio Bertali – L’inganno d’amore
- Charles Coypeau d’Assoucy – Andromède
- Louis de Mollier und Michel Mazuel – Ballet de la nuit

## Geboren

### Geburtsdatum gesichert
- 12. Februar: Siface (eigtl. Giovanni Francesco Grossi), italienischen Sänger († 1697)
- 17. Februar: Arcangelo Corelli, italienischer Komponist († 1713)
- 01. Juni: Georg Muffat, französischer Musiker und Komponist († 1704)
- 11. Juni: Matthias Klotz, Geigenbauer und Begründer des Geigenbaus in Mittenwald († 1743)
- 16. August: Johannes Neunherz, deutscher lutherischer Geistlicher und Kirchenlieddichter († 1737)
- 11. September (getauft): Johann Pachelbel, deutscher Komponist und Organist († 1706)
- 24. Dezember: Georg Motz, deutscher Organist, Kantor und Kirchenmusiker († 1733)

### Genaues Geburtsdatum unbekannt
- Benedikt Schultheiß, deutscher Organist und Komponist († 1693)

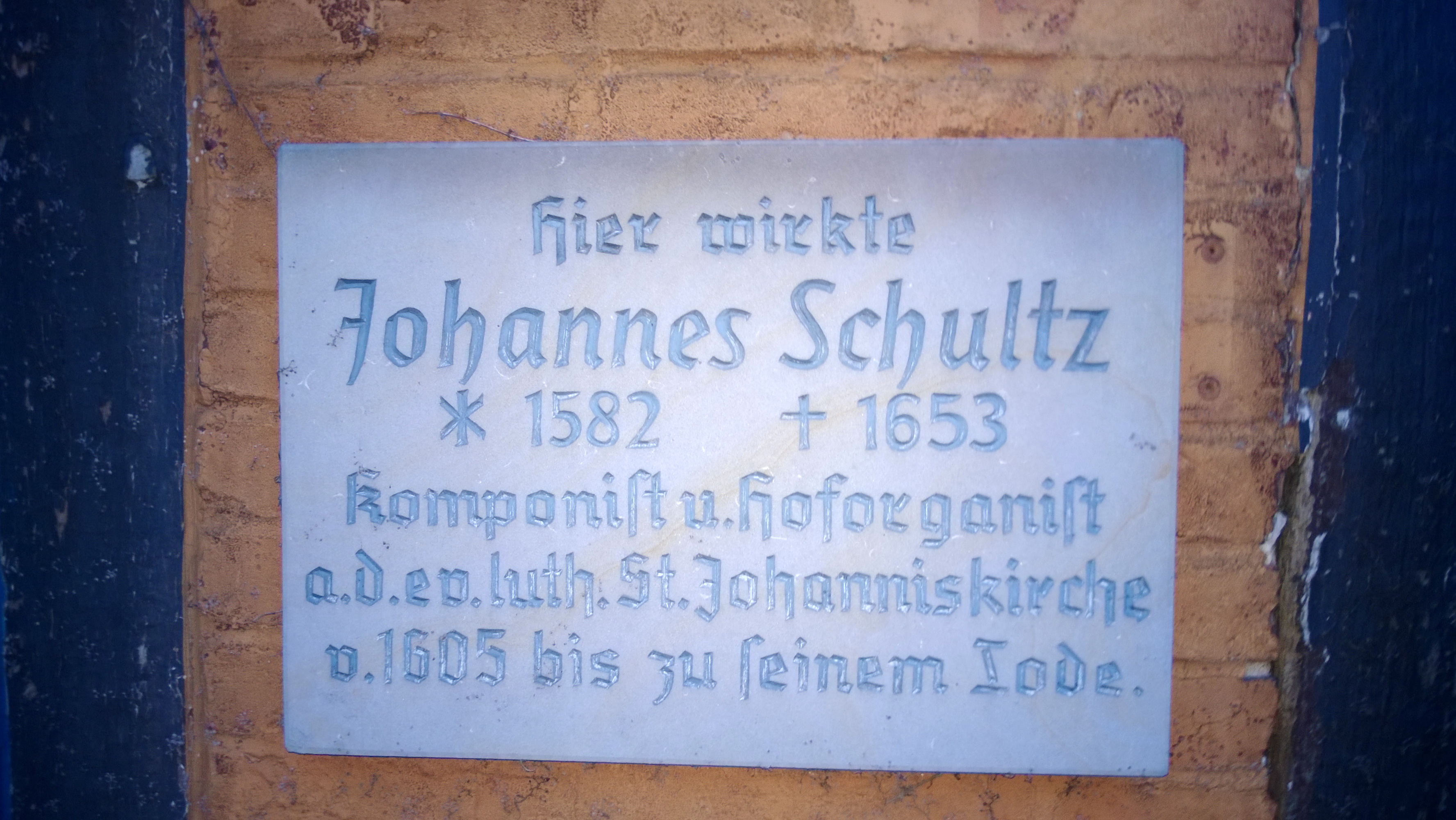
Wandtafel für Johannes Schultz am Haus neben der früheren Superintendentur in Dannenberg.

## Gestorben

### Todesdatum gesichert
- 17. Januar: Constantia Czirenberg, deutsche Musikerin und Sängerin (* 1605)
- 24. Januar: Georg Rudolf, Herzog von Liegnitz und Förderer von Musik und Literatur (* 1595)
- 16. Februar (bestattet): Johannes Schultz, deutscher Komponist (* 1582)
- 20. Februar: Luigi Rossi, italienischer Komponist (* um 1598)
- 31. Juli: Leopold Rotenburger, deutsch-österreichischer Orgelbauer (* um 1568)
- 05. Oktober: Joseph Clauder, deutscher evangelischer Theologe, Kirchenliedkomponist und Dichter (* 1586)
- 24. November: Giacomo Filippo Biumi, italienischer Organist und Komponist (* um 1580)